# 1620 Geographos
1620 Geographos é um asteroide, sendo um dos maiores em volume entre a Terra e o Sol (tem um diâmetro estimado de 2,5 km). Está prevista uma grande aproximação à Terra na primeira metade do século XXI.
Foi descoberto a 14 de Setembro de 1951 por Albert George Wilson e Rudolph Minkowski.